# لویو (اسپانیا)
لویو (به اسپانیایی: Lujua) یک دهستان در اسپانیا است که در Greater Bilbao واقع شده‌است. لویو ۱۵ کیلومتر مربع مساحت و ۲٬۳۸۸ نفر جمعیت دارد و ۲۶ متر بالاتر از سطح دریا واقع شده‌است.